# Sân bay Paro
Sân bay quốc tế Paro (IATA: PBH, ICAO: VQPR) là sân bay quốc tế duy nhất trong số bốn sân bay của Bhutan, cách Paro 6 km. Sân bay này nằm trong một thung lũng dốc bên bờ một con sông. Sân bay này nằm ở độ cao 5500 m và bao quanh là các đỉnh núi, có các luồng gió nghịch việc hạ cánh xuống sân bay này là một thách thức cho các phi công.
Sân bay này có một đường cất hạ cánh và chỉ có 1 hãng hàng không Druk Air đang hoạt động.
Có một nhà ga hành khách, 1 nhà ga hàng hóa và hai chỗ đỗ máy bay. Có 4 quầy làm thủ tục.
Năm 2002, có 181.659 lượt khách qua sân bay này.

## Các hãng hàng không và các tuyến điểm
| Hãng hàng không | Các điểm đến                                                                                        |
| --------------- | --------------------------------------------------------------------------------------------------- |
| Bhutan Airlines | Bangkok-Suvarnabhumi, Delhi, Kathmandu, Kolkata                                                     |
| Bhutan Airlines | Jakar, Trashigang                                                                                   |
| Buddha Air      | Charter: Kathmandu                                                                                  |
| Druk Air        | Bagdogra, Bangkok-Suvarnabhumi, Delhi, Kathmandu, Dhaka, Gaya, Guwahati, Kolkata, Mumbai, Singapore |
| Druk Air        | Jakar, Trashigang                                                                                   |